# ASD Puteolana 1902
Associazione Sportiva Dilettantistica Puteolana 1902, zkráceně jen Puteolana je italský fotbalový klub hrající v sezóně 2024/25 ve 4. italské fotbalové lize sídlící ve městě Pozzuoli v regionu Kampánie.

## Změny názvu klubu
- 1902 – 1908 – Puteoli Sport (Puteoli Sport)
- 1909 – 1918/19 – Puteoli SC (Puteoli Sporting Club)
- 1919/20 – 1921/22 – US Puteolana (Unione Sportiva Puteolana)
- 1922/23 – US Flegrea (Unione Sportiva Flegrea)
- 1923/24 – GGS Pozzuoli (Gruppo Ginnico Sportivo Pozzuoli)
- 1924/25 – 1926/27 – SS Puteolana SC (Società Sportiva Puteolana Sporting Club)
- 1927/28 – 1930/31 – GS Puteolana (Gruppo Sportivo Puteolana)
- 1931/32 – DA Pozzuoli (Dopolavoro Ansaldo Pozzuoli)
- 1932/33 – 1936/37 – ASF Puteolana (A.S.F. Puteolana)
- 1937/38 – 1943/44 – GIL Pozzuoli (G.I.L. Pozzuoli)
- 1945/46 – 1959/60 – AP Puteolana (Associazione Polisportiva Puteolana)
- 1960/61 – US Puteolana Alba di Pozzuoli (Unione Sportiva Puteolana Alba di Pozzuoli)
- 1961/62 – Puteolana US (Puteolana Unione Sportiva)
- 1962/63 – 1980/81 – US Puteolana (Unione Sportiva Puteolana)
- 1981/82 – Flegrea Nuova Puteolana (Flegrea Nuova Puteolana)
- 1982/83 – 1985/86 – SC Puteolana 1909 (Sporting Club Puteolana 1909)
- 1986/87 – 1991/92 – Campania Puteolana Calcio (Campania Puteolana Calcio)
- 1992/93 – US Puteolana (Unione Sportiva Puteolana)
- 1993/94 – 1995/96 – Comprensorio Puteolano (Comprensorio Puteolano)
- 1996/97 – 1997/98 – Pozzuoli Calcio (Pozzuoli Calcio)
- 1998/99 – 2007/08 – FC Puteolana (Football Club Puteolana)
- 2008/09 – 2011/12 – Atletico Puteolana (Atletico Puteolana)
- 2012/13 – 2013/14 – Puteolana 1902 Internapoli (Puteolana 1902 Internapoli)
- 2014/15 – 2017/18 – Puteolana 1902 ASD (Puteolana 1902 Associazione Sportiva Dilettantistica)
- 2018/19 – ASD Sporting Puteolana 1902 (Associazione Sportiva Dilettantistica Sporting Puteolana 1902)
- 2019/20 – ASD Puteolana 1902 (Associazione Sportiva Dilettantistica Puteolana 1902)

## Získané trofeje

### Vyhrané domácí soutěže
- 4. italská liga ( 1x )

1988/89
- 5. italská liga ( 1x )

1999/00

## Účast v ligách
| Úroveň soutěže | Název soutěže (nynější název) | První hraná sezona | Poslední hraná sezona | celkem odehraných sezon |
| -------------- | ----------------------------- | ------------------ | --------------------- | ----------------------- |
| 1              | Serie A                       | 1921/22            | 1925/26               | 2                       |
| 2              | Serie B                       | 1923/24            | 1923/24               | 1                       |
| 3              | Serie C                       | 1924/25            | 1990/91               | 5                       |
| 4              | Serie D                       | 1948/49            | 2024/25               | 30                      |
| 5              | Eccellenza                    | 1978/79            | 2023/24               | 21                      |

## Trenéři

### Známí trenéři v klubu
- Gastone Bean (1986–1987, 1988)
- Claudio Ranieri (1987–1988, 1989)